# Roumélie orientale
Ne doit pas être confondu avec Thrace du Nord.
1878–1885
Entités précédentes :
- Empire ottoman

Entités suivantes :
- Principauté de Bulgarie

La Roumélie orientale (en turc osmanli : روم الى شرقى (Rumeli-i Şarkî) ; en bulgare : Източна Румелия ; en grec moderne : Ανατολική Ρωμυλία) est une province autonome de l'Empire ottoman de 1878 à 1885, date de son union avec la principauté de Bulgarie.

## Territoire
Sa capitale est Philippople, en turc osmanli : شهر (Filibe) ; en bulgare : Пловдив (Plovdiv) ; en grec moderne : Φιλιππόπολις (Philippopolis). Comme son nom l'indique, la Roumélie orientale couvre l'Est de la région de Roumélie : nom désignant alors la partie européenne de l'Empire ottoman : pays des Romains en turc, c'est-à-dire pris à l'Empire romain d'Orient.

## Histoire
L'histoire de ce territoire dure sept ans, de 1878 à 1885. La Roumélie orientale est créée par le traité de Berlin qui divise en trois la Grande Bulgarie instituée par le traité de San Stefano :
- au Nord du Grand Balkan une principauté de Bulgarie toujours nominalement vassale du sultan ottoman mais indépendante de facto, sur le modèle des anciennes principautés danubiennes ;
- au Sud et à l'Ouest du Rhodope le territoire ottoman des Balkans (Roumélie occidentale et méridionale) ;
- et entre les deux, dans le bassin supérieur de la Maritza, au Nord de la Thrace, la Roumélie orientale, nominalement province ottomane pourvue d'une dose d'autonomie administrative, sur le modèle de la Principauté de Samos, mais sans prince régnant. À sa tête se trouvent deux gouverneurs généraux chrétiens, nommés par le sultan avec l'accord des grandes puissances. Ces gouverneurs, civil et militaire, doivent être de religion chrétienne, mais non bulgares afin de ne pas favoriser le détachement de la Roumélie de l'Empire et son rattachement à la Principauté de Bulgarie.

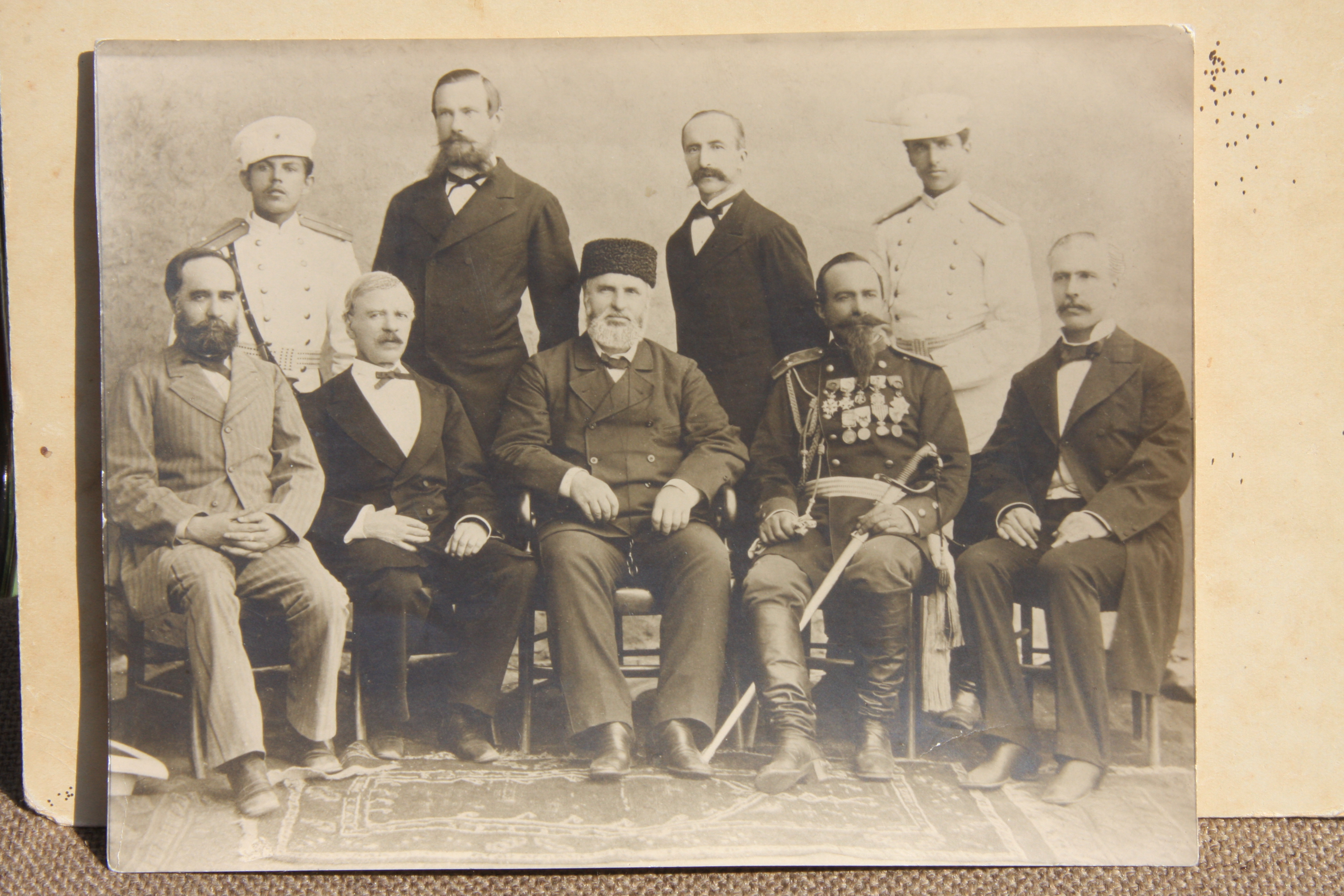
Alexandre Vogoridès (au centre), Vitalis Pacha (médaillé) et les membres du directoire de la Roumélie orientale en 1879.

Le prince phanariote Alexandre Vogoridès (en) est nommé gouverneur civil d'un commun accord par le sultan et le patriarche de Constantinople. Pour le poste de gouverneur militaire, le chargé d'affaires français propose un autre grec de Constantinople, Vitalis Pacha, qui présente l'avantage, par rapport aux candidats soutenus par les autres puissances, de connaître les langues locales et d'être à la fois Français, sujet de l'Empire ottoman et orthodoxe. Alexandre Vogoridès et Vitalis Pacha gouvernent la Roumélie orientale pendant deux ans, réprimant violemment les comitadjis bulgares qui luttent pour l'unité de leur pays.
Un coup d'État mené par des partisans du rattachement de la Roumélie orientale à la Bulgarie se déroule le 8 septembre 1885. Les meneurs entrent en contact avec le prince Alexandre Ier de Bulgarie, qui entre dans Plovdiv le lendemain, scellant l'union des deux pays. Cet état de fait n'est reconnu par le sultan Abdülhamid II qu'après la guerre serbo-bulgare, déclarée deux mois plus tard par Milan de Serbie, inquiet de l'accroissement de la puissance bulgare. Cette guerre se solde par un désastre pour les Serbes et entérine l'union de la Bulgarie et de la Roumélie orientale.
Toutefois, l'unité et l'indépendance de la Bulgarie ne sont définitivement reconnues par les grandes puissances qu'en 1908, non dans les frontières du traité de San Stefano (qui englobaient toutes les régions à majorité bulgarophone), mais seulement dans celles de la Bulgarie et de la Roumélie orientale du traité de Berlin.

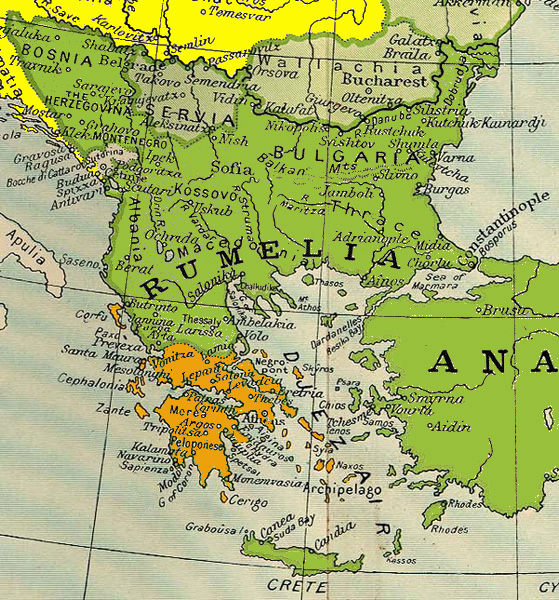
Les Balkans avant (1878).
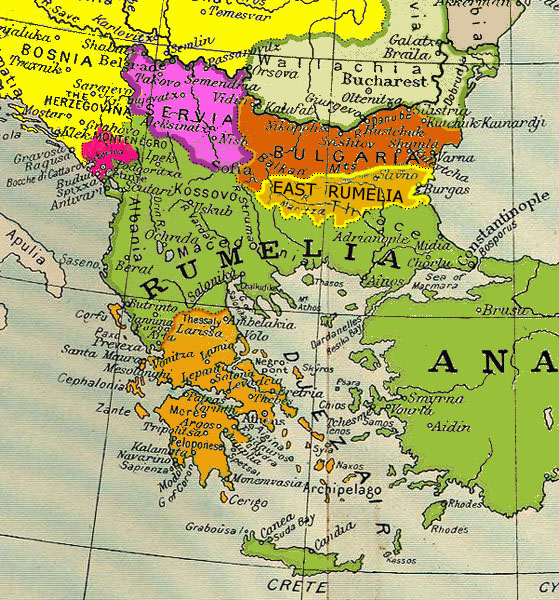
La Roumélie orientale autonome (de 1878 à 1885).
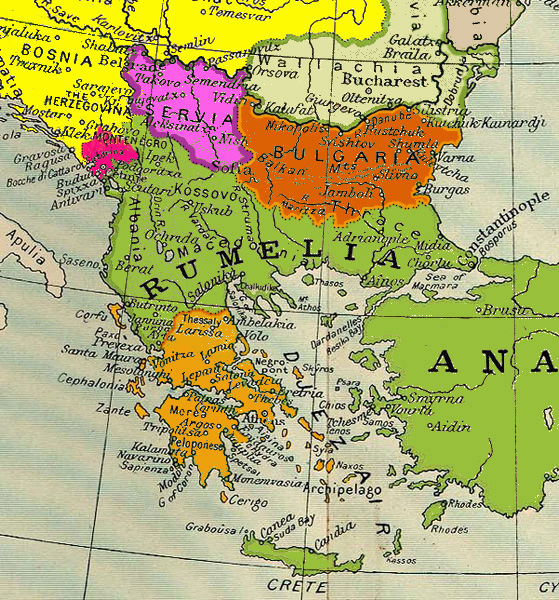
La Roumélie orientale intégrée à la Bulgarie (1885 – 1912).

## Gouverneurs généraux
| Début            | Fin               | Nom                                           | Titre                | Commentaire        |
| ---------------- | ----------------- | --------------------------------------------- | -------------------- | ------------------ |
| 9 octobre 1878   | 18 mai 1879       | Arkady Stolypine                              | Administrateur civil | —                  |
| 18 mai 1879      | 26 avril 1884     | Alexandre Vogoridès (en), dit « Aleko Pacha » | Gouverneur général   |                    |
| 26 avril 1884    | 18 septembre 1885 | Gavril Krastevitch, dit « Gavril Pacha »      | Gouverneur général   | —                  |
| 9 septembre 1885 | 5 avril 1886      | Georgi Stranski                               | Commissaire          | —                  |
| 17 avril 1886    | 7 septembre 1886  | Alexandre de Battenberg                       | Gouverneur général   | Prince de Bulgarie |
| 7 juillet 1887   | 5 octobre 1908    | Ferdinand de Saxe-Cobourg-et-Gotha            | Gouverneur général   | Prince de Bulgarie |